# Skrammellegepladsen
Skrammellegepladsen er en film instrueret af Sune Lund-Sørensen efter manuskript af Sune Lund-Sørensen.

## Handling
En film om en byggelegeplads. Af legepladsens gamle brædder rejser der sig en børneby skabt af børnenes fantasi, selvstændighed og vilje og evne til at samarbejde med andre. Skrammellegepladsen lå på Nyropsgade/Gammel Kongevej/Vester Søgade-hjørnet i København. 
Fiilmen havde premiere i biografen Carlton som forfilm til Syv kvinder.